# 카를 아이히펠트

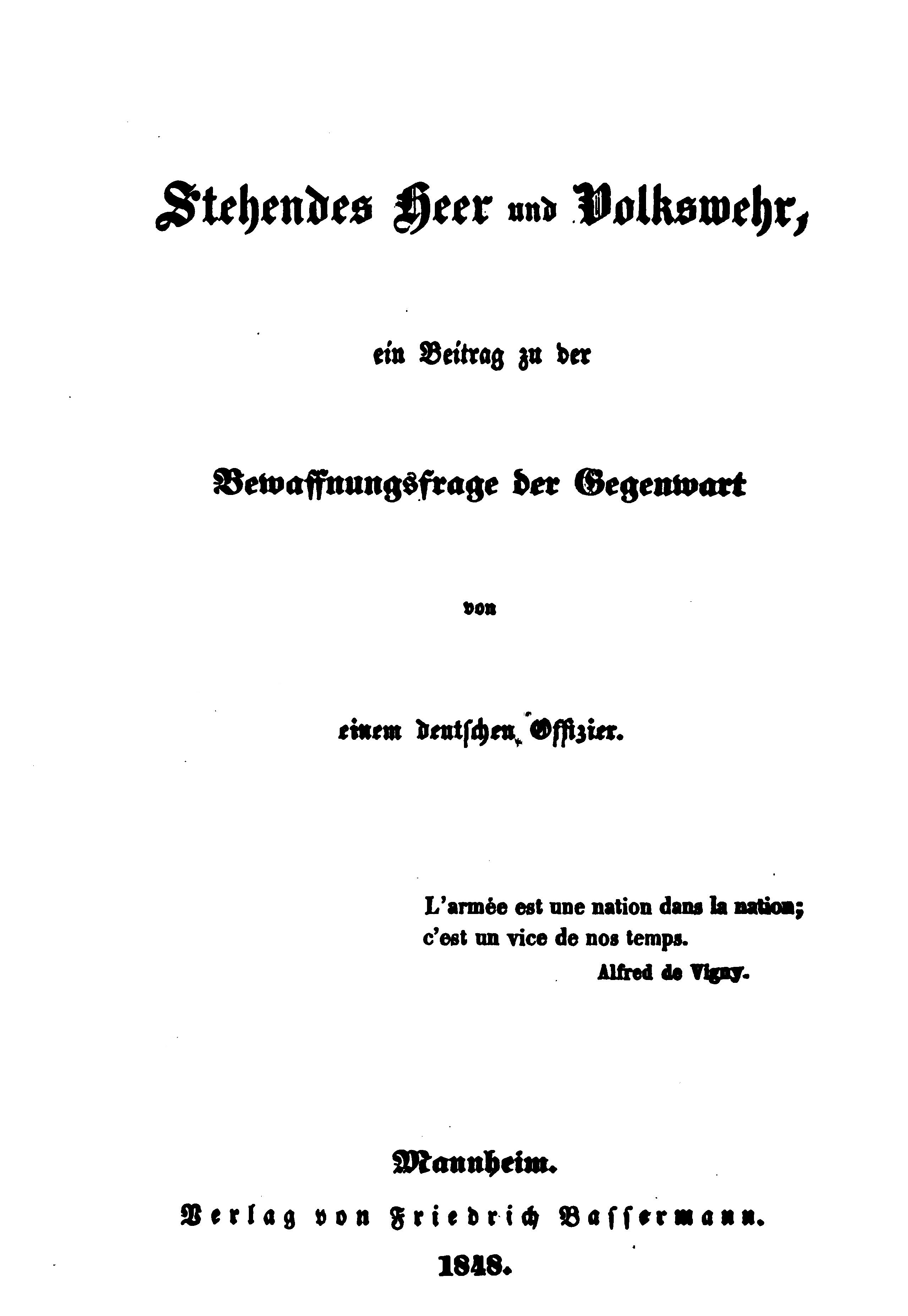
카를 아이히펠트 저서의 표지 제목: 상비군과 국민군, 오늘날의 무장 문제에 대한 한 독일 장교의 기고문

카를 아이히펠트(독일어: Karl Eichpeld, 1816년 12월 30일 ~ 1856년 12월 30일)는 19세기 중반 독일에서 활동한 정치학자로, 당시 격동하는 유럽의 정치적 변화와 사회적 변화 속에서 급진적 민주주의와 사회주의적 이념을 지지하며 혁명운동에 깊이 관여했던 인물이며, 그는 독일 프랑크푸르트 의회와 1848년 독일 혁명 과정에서 활발하게 활동했을뿐만 아니라 카를 마르크스 및 프리드리히 엥겔스와도 일정한 교류를 맺으며 라인 지역의 진보 언론계에서 중요한 역할을 수행했으며, 특히 1848년 프랑크푸르트 국민의회에 참가해 급진파 입장에서 강경한 정치적 입장을 견지했으며, 이후에는 1849년 프로이센 왕국 내무부 인민부차관으로 임명되어 실질적인 정부 행정에 참여함으로써 그 이념적 신념을 정책으로 실현하려는 시도를 했으며, 그러나 그는 보수 반동의 압력과 혁명 실패로 인해 실각하게 되었고, 이후 망명과 정치적 고립 속에서 생애를 마감하게 됐으며, 그의 사상과 활동은 독일 내 민주주의 발전과 혁명기의 급진주의를 상징하는 지식인 가운데 하나로 평가되며, 비록 그의 생애는 40세라는 짧은 나이에 끝났지만, 그는 당대 유럽에서 확산되던 공화주의 사상과 사회개혁 사상을 실천적으로 추구한 대표적인 독일 지식인으로서 역사적 의미를 지니고 있다.